# Noël Fontanet
Noël Fontanet (* 24. Dezember 1898 in Genf; † 21. Mai 1982 ebenda) war ein italienisch-schweizerischer Grafiker, Zeichner, Bühnenbildner, Karikaturist und Maler.

## Leben und Werk

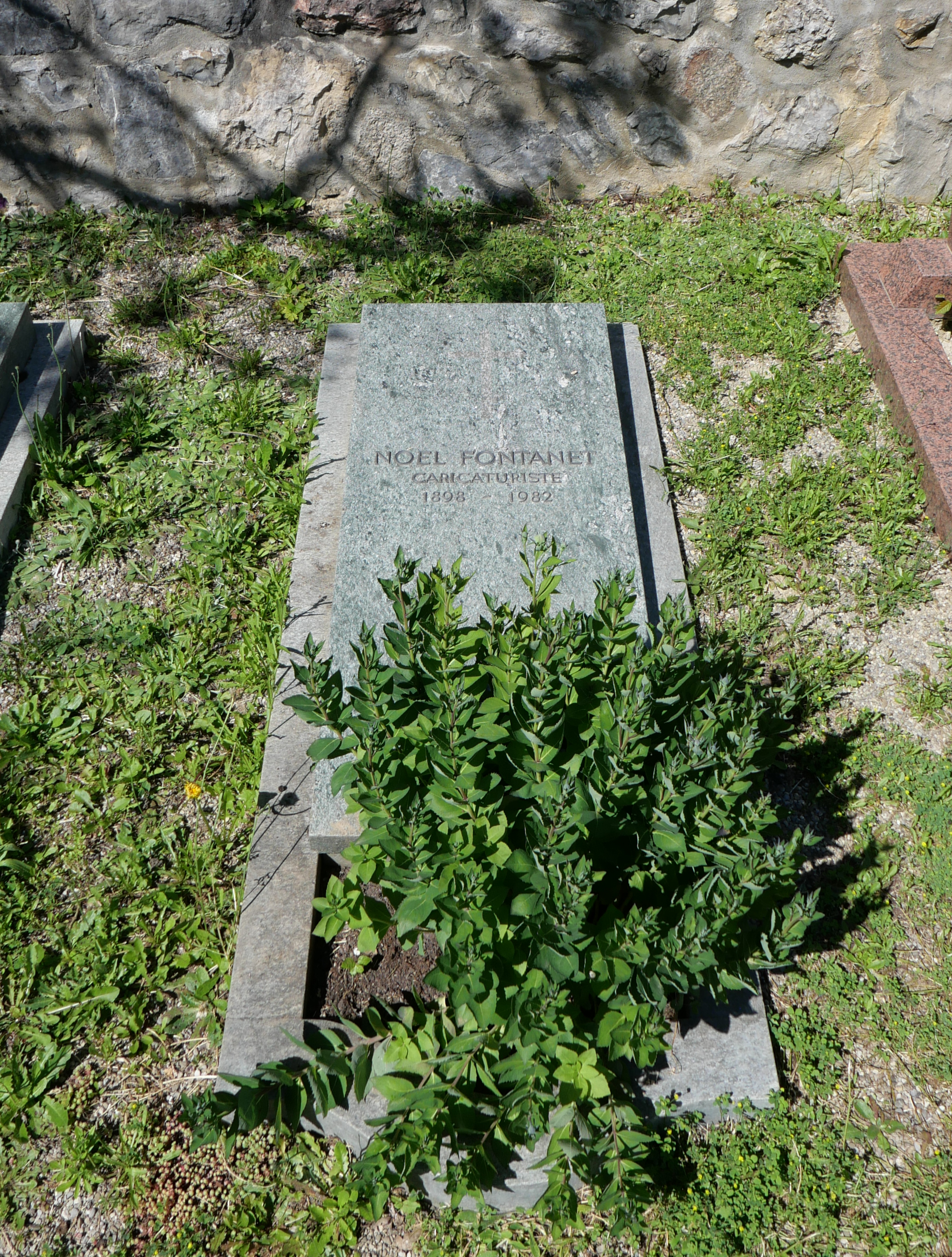
Das Grab im Jahr 2024

Noël Fontanet absolvierte eine Lehre als Schriftenmaler. Anschliessend besuchte er die Malklasse an der École des Beaux-Arts in Genf. Danach arbeitete er als Bühnenbildner am Genfer Grand Théâtre.
Anfang der 1920er-Jahre war er als Grafiker in Paris tätig. Wieder in der Schweiz arbeitete Fontanet als Zeichner und Karikaturist für verschiedene Zeitungen und Zeitschriften. Noël Fontanet war von 1925 bis 1953 Atelierchef der Allgemeine Plakatgesellschaft (APG). Anschliessend arbeitete er wieder als selbstständiger Grafiker. Fontanet schuf während seiner beruflichen Laufbahn mehrere hundert Plakate und Pastiche; so für zwei Geschichten von Rodolphe Töpffer. 
Als überzeugter Antikommunist engagierte sich Fontanet in der rechtsradikalen Bewegung Union nationale sowie in mehreren lokalen patriotischen Vereinigungen. Auch gestaltete er für diese vor allem historische Motive. Mit der Einführung des Proporzwahlrechts im Jahr 1919 fanden seine politischen Plakate in der Schweiz grosse Verbreitung. 1934 gründete Noël Fontanet die geheime Gruppe «Enkel von Töpffer». Von 1923 bis 1960 erschienen seine Illustrationen im Publikationsorgan der rechtspopulistischen Partei Vigilance sowie im Publikationsorgan Le Pilori. Dieses war 1923 vom militanten Faschisten Georges Oltramare gegründet worden. 
Fontanet war mit Marie, geborene Cantoia, verheiratet. Zusammen hatten sie vier Söhne. Der älteste Sohn war der spätere Anwalt und Politiker Guy Fontanet (1927–2014). Der jüngste Sohn war der spätere Schriftsteller Jean-Claude Fontanet. Noël Fontanet fand seine letzte Ruhestätte auf dem Friedhof in Chêne-Bougeries.